# Corrado Lojacono
Corrado Lojacono (né à Palerme le 22 janvier 1924  et mort à Milan le 23 octobre 2012) était un chanteur, acteur, producteur de disques et auteur-compositeur italien. 

## Biographie
Né à Palerme, Lojacono s'installe à Milan avec sa famille en 1931. Il  commence à se produire en 1945, dans un répertoire de jazz et de swing. Au début des années 1950, il fait ses débuts d'acteur apparaissant dans deux revues aux côtés de Renato Rascel, Attanasio cavallo vanesio et Alvaro piuttosto corsaro,. 
En 1957, Lojacono reprend des études musicales et se diplôme à l'Accademia Internazionale Musicale de Rome. En 1961, il sort sa chanson principale Giuggola, qui atteint la première place au hit-parade italien. En 1962, il participe à la 12e édition du Festival de Sanremo avec la chanson l'anello.
Également actif en tant  qu'auteur-compositeur, parfois crédité sous le nom de Camicasca, Lojacono a composé une quarantaine de chansons, notamment Carina, reprise par plusieurs artistes dont Cliff Richard, Sophia Loren, Dean Martin et Caterina Valente. À la fin des années 1960, il fonde une maison de disques et se retire du chant dans les années 1970,.
Corrado Lojacono est décédé chez lui à Milan d'une insuffisance rénale le 23 octobre 2012.

## Filmographie
- 1952 : Attanasio cavallo vanesio, de Camillo Mastrocinque
- 1953 : Alvaro piuttosto corsaro, de Camillo Mastrocinque
- 1960 : Les Hurleurs (Urlatori alla sbarra), de Lucio Fulci
- 1961 : Rocco e le sorelle, de Giorgio Simonelli
- 1976 : Une Suédoise sans culotte (La nipote del prete), de Sergio Grieco
- 1980 : Ho fatto splash, de Maurizio Nichetti